# Атанас Ставрев
Атанас Ставрев (1918 – 1990) е български футболист и футболен съдия.
Играе в Локомотив Варна, като защитник (1940 – 50). Футболен съдия от 1950, като в периода 1959 – 1967 г. е международен съдия.
Ръководил 102 мача в „А“ РФГ и над 80 международни за световни, европейски и олимпийски квалификации, от турнира на европейските клубни шампиони и носители на купите, от шампионатите на Румъния, Гърция и Турция. През 1965 г. получава Златната значка на ФИФА и е обявен за най-добрия съдия на България.
Починал на 8 февруари 1990 г. в град Варна.